# Regreso al sexo químicamente puro
Regreso al sexo químicamente puro es un álbum del grupo Ilegales, liderado por Jorge Ilegal, perteneciente a la compañía discográfica Hispavox editado en el año 1992 compuesto por 11 canciones.

## Lista de canciones
| N.º | Título                                    | Duración |  |
| 1.  | «Drogas Duras Llenan Sepulturas»          |          |  |
| 2.  | «Los Chicos Desconfían»                   |          |  |
| 3.  | «No Me Gusta El Blues»                    |          |  |
| 4.  | «Oración»                                 |          |  |
| 5.  | «El Jardín Del Pecado»                    |          |  |
| 6.  | «Dextroanfetamina-No Quiero Ir A La Mili» |          |  |
| 7.  | «El Número De La Bestia»                  |          |  |
| 8.  | «Regreso Al Sexo Químicamente Puro»       |          |  |
| 9.  | «Algo Prepara Una Emboscada»              |          |  |
| 10. | «No Puedo Controlarme»                    |          |  |
| 11. | «Instrumental»                            |          |  |